# Mulieres Salernitanae

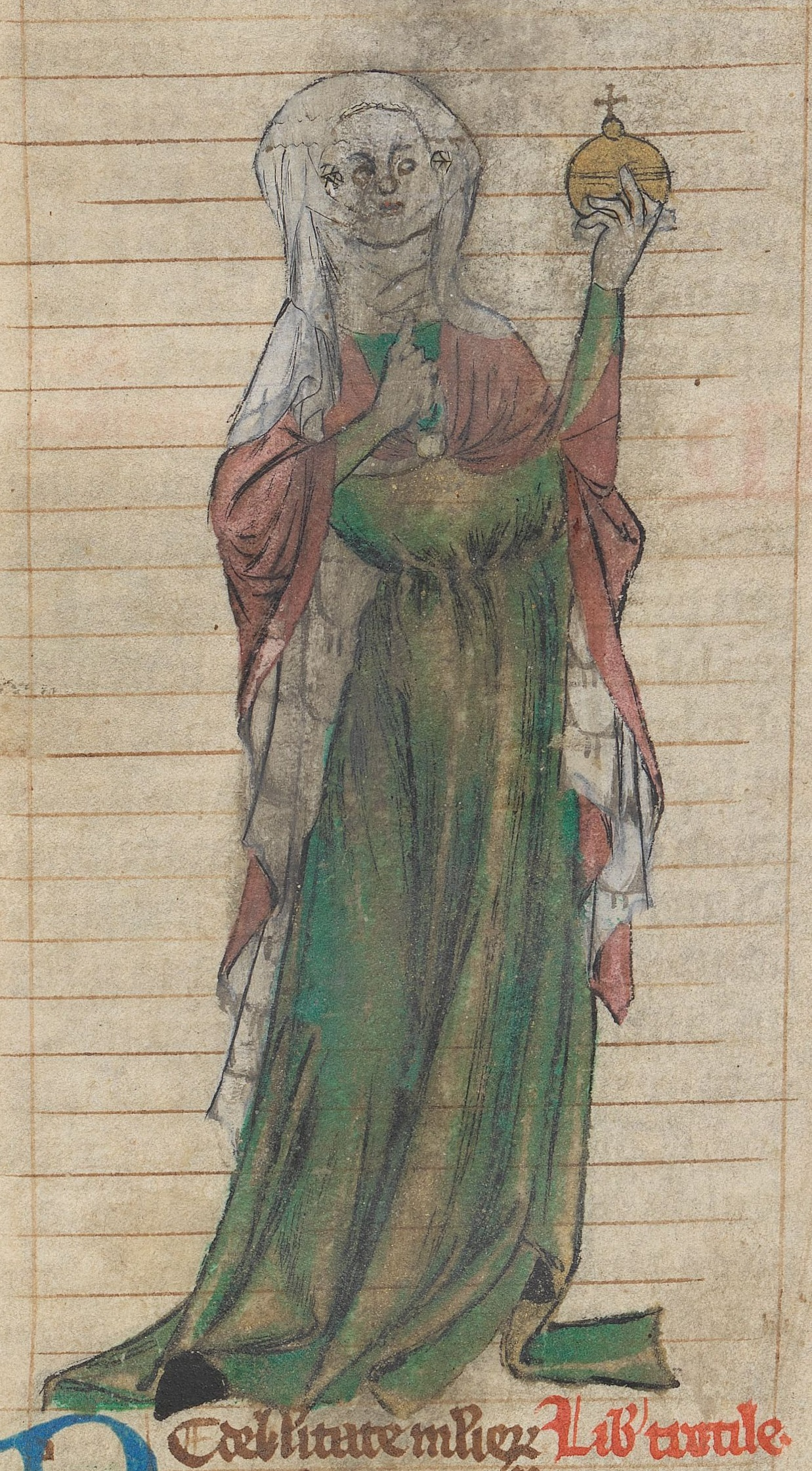
Trotula, la più famosa delle mulieres di Salerno, da un manoscritto del XII-XIII secolo

Mulieres Salernitanae è una polirematica con cui si indicano le personalità femminili che hanno operato nell'ambito della Scuola medica salernitana. Lo statuto della Scuola, infatti, nel solco di alcune tradizioni medievali, non precludeva l'esercizio della professione medica alle donne.

## Cultura medica femminile a Salerno

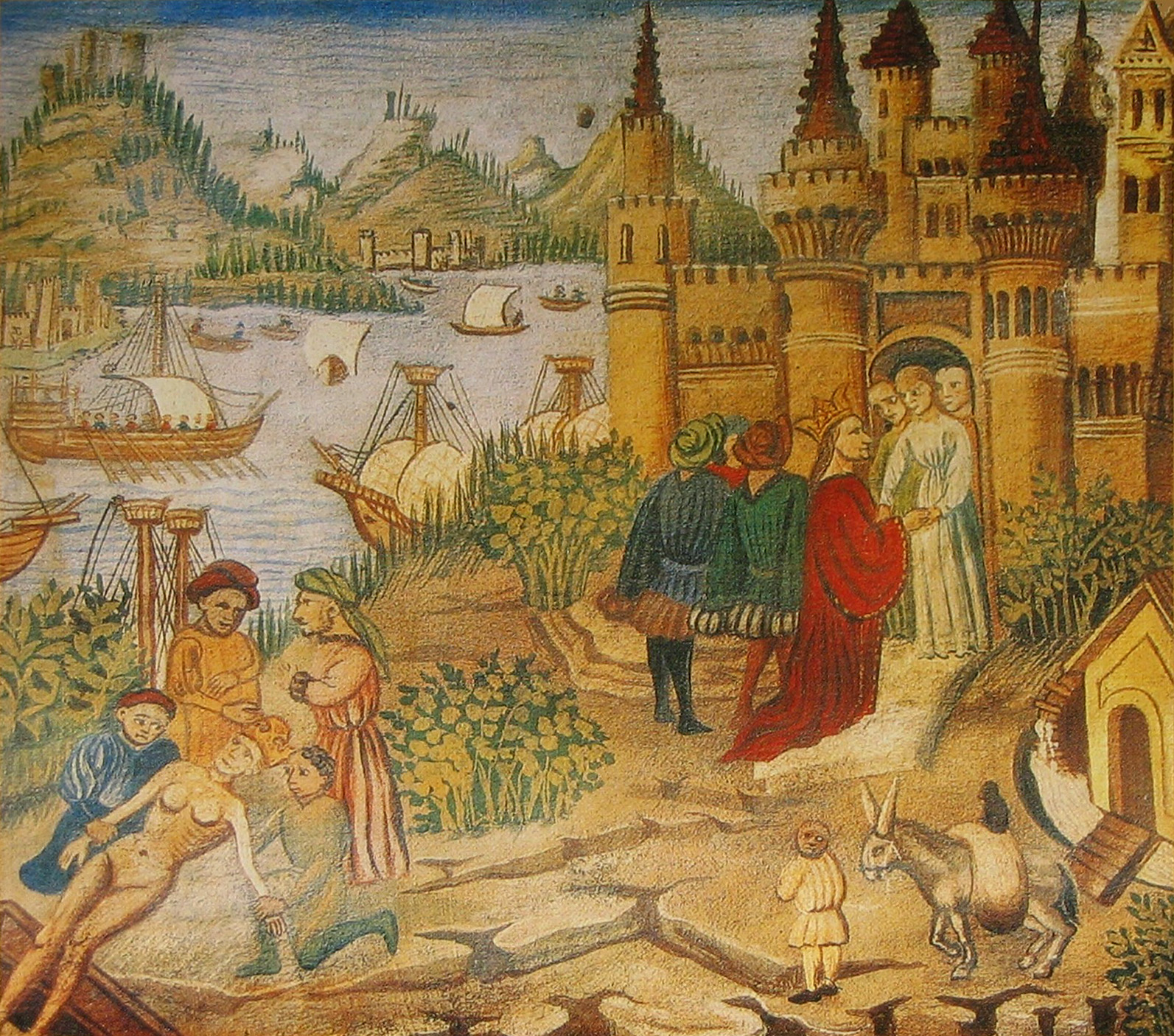
La scuola medica in una miniatura del Canone di Avicenna

### Personalità
Tra le personalità di spicco delle mulieres Salernitanae sono tramandati i nomi di Trotula de Ruggiero, Rebecca Guarna, Abella Salernitana, Mercuriade, Costanza Calenda.
Dall'Historia Ecclesiastica di  Orderico Vitale, sappiamo che tra le donne educate nell'ambiente medico salernitano è da annoverare anche Sichelgaita di Salerno, seconda moglie di Roberto il Guiscardo.
Un altro episodio, messo in luce da Massimo Oldoni, sottolinea il ruolo femminile nella medicina salernitana: si tratta di una miniatura dal Il canone della medicina di Avicenna, che illustra un episodio della vita del duca di Normandia Roberto II (figlio di Guglielmo il Conquistatore), colpito da una freccia avvelenata in Terrasanta, durante la prima crociata.
In quella occasione, Roberto di Normandia fu salvato dalla moglie Sibilla di Conversano, che estrasse il sangue dalla ferita, secondo gli insegnamenti appresi dai medici salernitani, ma sacrificò la propria succhiandolo con la bocca. La miniatura, raffigura la sepoltura di Sibilla e il corteo gratulatorio di Roberto che incontra i medici salernitani, tra cui potrebbero esservi delle donne.

### Ruolo dellemulierese diffusione della cultura medica
Il ruolo di queste donne non riguardava la sola pratica medica, ma si estendeva anche alla produzione di opere teoriche di cui la tradizione ci ha trasmesso a volte il testo, altre volte il solo nome: il De passionibus mulierum ante in et post partum, il De ornatu mulierum, e la Practica secundum Trotam di Trotula, il De atrabile (Sulla bile nera), e il De natura seminis humani (Sulla natura del seme umano) di Abella Salernitana.
La diffusione di queste figure femminili tra i medici e il loro impegno profuso anche in opere teoriche, costituiscono indizi importanti circa la significativa diffusione della cultura medica a Salerno.